# 1898 na arte

## Nascimentos
| Data           | Nome                         | Profissão                                                                                | Nacionalidade                              | Observações | Ref |
| -------------- | ---------------------------- | ---------------------------------------------------------------------------------------- | ------------------------------------------ | ----------- | --- |
| 20 de setembro | Sérgio Milliet               | escritor, pintor, poeta, ensaísta, crítico de arte e de literatura, sociólogo e tradutor | Brasil                                     | m. 1966     |     |
| 25 de setembro | Clementina Carneiro de Moura | pintora                                                                                  | Reino Unido de Portugal, Brasil e Algarves | m. 1992     |     |
| 21 de novembro | Bernardo Marques             | pintor, ilustrador e artista gráfico                                                     | Reino Unido de Portugal, Brasil e Algarves | m. 1962     |     |

## Mortes
| Data | Nome                | Profissão                                 | Nacionalidade                              | Observações | Ref |
| ---- | ------------------- | ----------------------------------------- | ------------------------------------------ | ----------- | --- |
| ??   | J. Rodrigues Vieira | pintor e escultor do primeiro Naturalismo | Reino Unido de Portugal, Brasil e Algarves | n. 1856     |     |